# Edsbyns IF

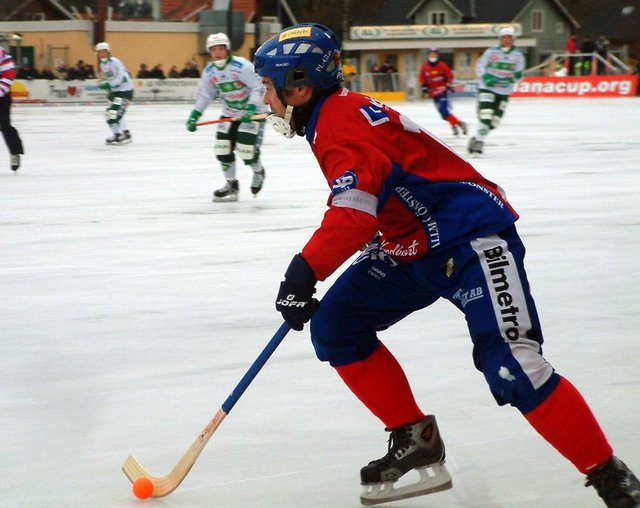
Magnus Olsson spelar för Edsbyns IF vid World Cup i Ljusdal i oktober 2005.

Edsbyns IF är en idrottsförening i Edsbyn i Ovanåkers kommun i Sverige, som bildades den 6 juni 1909.

## Andra idrotter
Klubben är mest känd för sina framgångar i bandy för herrar, men har även spelat i dåvarande  Division III i fotboll för herrar i olika epoker mellan 1930- och 70-talen. Klubben bedriver även alpin skidåkning och handboll, och har även erövrat flera svenska mästerskapstecken i nordisk skidsport. 1980 spelade Edsbyns IF:s damlag i bandy svensk mästerskapsfinal mot IK Göta, och förlorade med 1-9. Bandysektionen bildades 1925, och den mer fristående sektionen Edsbyns IF Bandyförening bildades den 28 juni 2000.
- För fotbollssektionen, se Edsbyns IF FF.

## Bandylaget
Edsbyns IF tillhörde Sveriges högsta division i bandy säsongerna 1945-1968/1969 och åter sedan säsongen 1970/1971. Den 12 september 2003 invigdes Edsbyn Arena i Edsbyn. Edsbyn Arena blev den första inomhusanläggningen för bandy i Sverige, och sägs ha bidragit till Edsbyns IF:s framgångar i bandy på herrsidan under 2000-talets första decennium.
Sammanlagt har bandyherrarna blivit svenska mästare tretton gånger, av vilka fem stycken tillkom under 2000-talets första decennium (2004, 2005, 2006, 2007 och 2008). Edsbyns IF vann även Svenska cupen 2005, den första upplagan av turneringen, samt 2008. Edsbyns IF vann också Europacupen 2005 och 2007, samt World Cup för herrar 1979, 1991 och 2008.
Den 26 mars 2004 spelade Edsbyns IF en uppvisningsmatch på Streatham Ice Arena i London mot ryska HK Vodnik, en match som slutade 10–10.
På ungdomssidan har man sju svenska mästerskapsguld för juniorer, sju för pojkar, fyra för flickor och tre i Bandyaden.
I juni 2009 beslutade klubbledningen att inför säsongen 2009/2010 upplösa damlaget, men låta flickverksamheten bestå, och försöka återstarta damlaget igen så fort som möjligt. Den 4 oktober 2009 bildades i stället damlaget Team Hälsingland i samarbete Bollnäs, Broberg, Edsbyn och Ljusdal.
Föreningens bandysektion tilldelades utmärkelsen Hälsingeguldet år 2004 och 2020. Även flera enskilda idrottare som tävlat för föreningen har tilldelats utmärkelsen.

## Spelartrupp 2024/2025
| Nummer      | Land      | Spelare          | Födelsedatum      | Moderklubb          | Kom ifrån                      |
| Målvakter   | Målvakter | Målvakter        | Målvakter         | Målvakter           |                                |
| ----------- | --------- | ---------------- | ----------------- | ------------------- | ------------------------------ |
| 50          | Sverige   | Henrik Karlström | 1 januari 1993    | Edsbyns IF          | Edsbyns IF ungdomsakademi      |
| 97          | Sverige   | Oscar Löfström   | 1 maj 2002        | Spånga/Bromstens BK | Edsbyns IF ungdomsakademi      |
| Försvarare  |           |                  |                   |                     |                                |
| 5           | Sverige   | Elias Davidsson  | 21 augusti 2004   | Edsbyns IF          | Edsbyns IF ungdomsakademi      |
| 9           | Finland   | Teemu Määttä     | 24 januari 1991   | Botnia-69           | AIK Bandy - 2022               |
| 12          | Sverige   | Joakim Svensk    | 15 april 1991     | Bollnäs GIF         | Edsbyns IF ungdomsakademi      |
| 13          | Sverige   | Mattias Larsson  | 27 april 1990     | Edsbyns IF          | IFK Rättvik Bandy - 2014       |
| 44          | Sverige   | Jesper Granqvist | 2 januari 2002    | Edsbyns IF          | Edsbyns IF ungdomsakademi      |
| Halvor      |           |                  |                   |                     |                                |
| 4           | Sverige   | Per Hellmyrs     | 18 mars 1983      | Edsbyns IF          | Bollnäs GIF - 2021             |
| 11          | Finland   | Samuli Helavouri | 3 april 1991      | Narukerä            | Bollnäs GIF - 2021             |
| 40          | Sverige   | Edvin Altberg    | 26 maj 2005       | Edsbyns IF          | Edsbyns IF ungdomsakademi      |
| Mittfältare |           |                  |                   |                     |                                |
| 14          | Sverige   | Martin Frid      | 12 november 1993  | Edsbyns IF          | Edsbyns IF ungdomsakademi      |
| 20          | Sverige   | Marius Åström    | 6 april 2004      | Bollnäs GIF         | Edsbyns IF ungdomsakademi      |
| 71          | Ryssland  | Vadim Arkhipkin  | 15 september 1990 | Karlsborgs BK       | Broberg/Söderhamn Bandy - 2021 |
| 90          | Sverige   | Ted Hedell       | 15 juli 2000      | GT/76               | Edsbyns IF ungdomsakademi      |
| Anfallare   |           |                  |                   |                     |                                |
| 6           | Sverige   | Oscar Wikblad    | 19 mars 1997      | Edsbyns IF          | Edsbyns IF ungdomsakademi      |
| 10          | Sverige   | Albin Bysell     | 11 januari 2005   | Edsbyns IF          | Broberg/Söderhamn Bandy - 2023 |
| 21          | Sverige   | Noa Djäkner      | 19 augusti 2002   | Ljusdals BK         | IK Sirius BK - 2023            |
|             |           |                  |                   |                     |                                |